# Gonzalo Escobar
Pour les articles homonymes, voir Escobar.
Gonzalo Escobar, né le 20 janvier 1989 à Manta, est un joueur de tennis équatorien, professionnel depuis 2013.

## Carrière
Gonzalo Escobar passe professionnel en 2013 après des études universitaires à Texas Tech. Après une finale au Futures de Guayaquil contre son compatriote Emilio Gómez, il fait sa première apparition au niveau international lors d'une rencontre de Coupe Davis contre la Suisse en barrages du Groupe Mondial et remporte le dernier match sans enjeu contre Marco Chiudinelli.
En 2014, il se distingue en remportant quatre Futures en simple en Équateur. Il remporte deux autres titres en simple à Winnipeg en 2015 et Frascati en 2017. En 2018, il s'adjuge son premier tournoi Challenger en double à León avec Manuel Sánchez.
En 2019, il dispute sa première finale en Challenger à Morelos, où il s'incline face à l'Argentin Mátias Franco Descotte. Il est également quart de finaliste à León et Tiburon. Il décide cette année-là d'intensifier sa préparation aux tournois de double. En conséquence, il remporte six titres avec Ariel Behar à Jérusalem, Prague, Gênes, Saint-Domingue, Lima et Guayaquil. Cela lui permet de rentrer dans le top 100 du classement ATP. Parallèlement, il s'impose au tournoi des Jeux panaméricains en double avec Roberto Quiroz. En 2020, il se concentre exclusivement sur les épreuves de double et remporte trois nouveaux titres dont Newport Beach début février.
En 2021, il commence bien l'année en remportant son premier titre sur le circuit ATP à Delray Beach, toujours avec Ariel Behar, en battant les frères Christian et Ryan Harrison.
En 2022, il remporte toujours avec son binôme uruguayen le tournoi de Serbie.
En 2023, il gagne le tournoi de Båstad avec le Kazakh Aleksandr Nedovyesov. Le binôme termine sa saison avec un titre au tournoi de Sofia.
Toujours avec le Kazakh, il remporte en 2024 le tournoi d'Estoril.

## Palmarès

### Titres en double messieurs
| No | Date       | Nom et lieu du tournoi                         | Catégorie | Dotation  | Surface      | Partenaire           | Finalistes                       | Score              |          |
| -- | ---------- | ---------------------------------------------- | --------- | --------- | ------------ | -------------------- | -------------------------------- | ------------------ | -------- |
| 1  | 07-01-2021 | Delray Beach Open by VITACOST.com Delray Beach | ATP 250   | 418 195 $ | Dur (ext.)   | Ariel Behar          | Christian Harrison Ryan Harrison | 65-7, 7-64, [10-4] | Parcours |
| 2  | 04-04-2021 | AnyTech365 Andalucia Open Marbella             | ATP 250   | 408 800 € | Terre (ext.) | Ariel Behar          | Tomislav Brkić Nikola Čačić      | 6-2, 6-4           | Parcours |
| 3  | 18-04-2022 | Serbia Open Belgrade                           | ATP 250   | 534 555 € | Terre (ext.) | Ariel Behar          | Nikola Mektić Mate Pavić         | 6-2, 3-6, [10-7]   | Parcours |
| 4  | 17-07-2023 | Nordea Open Båstad                             | ATP 250   | 562 815 € | Terre (ext.) | Aleksandr Nedovyesov | Francisco Cabral Rafael Matos    | 6-2, 6-2           | Parcours |
| 5  | 06-11-2023 | Sofia Open Sofia                               | ATP 250   | 562 815 € | Dur (int.)   | Aleksandr Nedovyesov | Julian Cash Nikola Mektić        | 6-3, 3-6, [13-11]  | Parcours |
| 6  | 01-04-2024 | Millenium Estoril Open Estoril                 | ATP 250   | 579 320 € | Terre (ext.) | Aleksandr Nedovyesov | Sadio Doumbia Fabien Reboul      | 7-5, 6-2           | Parcours |

### Finales en double messieurs
| No | Date       | Nom et lieu du tournoi                          | Catégorie | Dotation  | Surface      | Vainqueurs                          | Partenaire           | Score              |          |
| -- | ---------- | ----------------------------------------------- | --------- | --------- | ------------ | ----------------------------------- | -------------------- | ------------------ | -------- |
| 1  | 01-03-2021 | Argentina Open Buenos Aires                     | ATP 250   | 589 160 $ | Terre (ext.) | Tomislav Brkić Nikola Čačić         | Ariel Behar          | 6-3, 7-5           | Parcours |
| 2  | 19-04-2021 | Serbia Open Belgrade                            | ATP 250   | 711 800 € | Terre (ext.) | Ivan Sabanov Matej Sabanov          | Ariel Behar          | 6-3, 7-65          | Parcours |
| 3  | 07-06-2021 | MercedesCup Stuttgart                           | ATP 250   | 543 210 € | Gazon (ext.) | Marcelo Demoliner Santiago González | Ariel Behar          | 4-6, 6-3, [10-8]   | Parcours |
| 4  | 10-01-2022 | Adelaide International 2 Adélaïde               | ATP 250   | 430 530 $ | Dur (ext.)   | Wesley Koolhof Neal Skupski         | Ariel Behar          | 7-65, 6-4          | Parcours |
| 5  | 19-06-2022 | Mallorca Championships Calvià                   | ATP 250   | 886 500 € | Gazon (ext.) | Rafael Matos David Vega Hernández   | Ariel Behar          | 7-65, 66-7, [10-1] | Parcours |
| 6  | 12-06-2023 | Libéma Open Bois-le-Duc                         | ATP 250   | 673 630 € | Gazon (ext.) | Wesley Koolhof Neal Skupski         | Aleksandr Nedovyesov | 7-61, 6-2          | Parcours |
| 7  | 31-07-2023 | Generali Open Kitzbühel                         | ATP 250   | 562 815 € | Terre (ext.) | Alexander Erler Lucas Miedler       | Aleksandr Nedovyesov | 6-4, 6-4           | Parcours |
| 8  | 19-02-2024 | Mifel Tennis Open by Telcel Oppo Cabo San Lucas | ATP 250   | 915 245 $ | Dur (ext.)   | Max Purcell Jordan Thompson         | Aleksandr Nedovyesov | 7-5, 7-62          | Parcours |

## Parcours dans les tournois duGrand Chelem

### En double messieurs
| Année | Open d'Australie                                                                      | Open d'Australie                                                                       | Internationaux de France                                                               | Internationaux de France                                                                   | Wimbledon | Wimbledon | US Open | US Open |
| ----- | ------------------------------------------------------------------------------------- | -------------------------------------------------------------------------------------- | -------------------------------------------------------------------------------------- | ------------------------------------------------------------------------------------------ | --------- | --------- | ------- | ------- |
| 2020  | —                                                                                     | —                                                                                      | 1er tour (1/32) Ariel Behar \|\| style="text-align:left;" \| N. Monroe Tommy Paul      | Annulé                                                                                     | Annulé    | —         | —       |         |
| 2021  | 1er tour (1/32) Ariel Behar \|\| style="text-align:left;" \| W. Koolhof Łukasz Kubot  | 1er tour (1/32) Ariel Behar \|\| style="text-align:left;" \| K. Krawietz Horia Tecău   | 1/8 de finale Ariel Behar \|\| style="text-align:left;" \| Rajeev Ram J. Salisbury     | 1er tour (1/32) Ariel Behar \|\| style="text-align:left;" \| Jonny O'Mara A.-U.-H. Qureshi |           |           |         |         |
| 2022  | 1/8 de finale Ariel Behar \|\| style="text-align:left;" \| T. Kokkinakis Nick Kyrgios | 2e tour (1/16) Ariel Behar \|\| style="text-align:left;" \| L. Glasspool H. Heliövaara | 1er tour (1/32) Ariel Behar \|\| style="text-align:left;" \| Arthur Fery Felix Gill    | 1/8 de finale Ariel Behar \|\| style="text-align:left;" \| Hugo Nys J. Zieliński           |           |           |         |         |
| 2023  | 1/8 de finale T. Brkić \|\| style="text-align:left;" \| R. Hijikata J. Kubler         | 1er tour (1/32) A. Golubev \|\| style="text-align:left;" \| W. Koolhof N. Skupski      | 1er tour (1/32) A. Nedovyesov \|\| style="text-align:left;" \| S. Bolelli A. Vavassori | 1er tour (1/32) A. Nedovyesov \|\| style="text-align:left;" \| J. Murray M. Venus          |           |           |         |         |
| 2024  | 1er tour (1/32) A. Nedovyesov \|\| style="text-align:left;" \| N. Borges A. Vukic     | 2e tour (1/16) A. Nedovyesov \|\| style="text-align:left;" \| Rajeev Ram J. Salisbury  | 1er tour (1/32) A. Nedovyesov \|\| style="text-align:left;" \| R. Arneodo S. Verbeek   | 1er tour (1/32) A. Nedovyesov \|\| style="text-align:left;" \| K. Krawietz Tim Pütz        |           |           |         |         |

N.B. : le nom du partenaire se trouve sous le résultat ; les noms des ultimes adversaires se trouvent à droite.

### En double mixte
| Année | Open d'Australie                                                                    | Open d'Australie                                                                   | Internationaux de France                                                          | Internationaux de France | Wimbledon                                                                          | Wimbledon | US Open | US Open |
| ----- | ----------------------------------------------------------------------------------- | ---------------------------------------------------------------------------------- | --------------------------------------------------------------------------------- | ------------------------ | ---------------------------------------------------------------------------------- | --------- | ------- | ------- |
| 2021  | —                                                                                   | —                                                                                  | —                                                                                 | —                        | 2e tour (1/16) V. Zvonareva \|\| style="text-align:left;" \| A. Klepač J.-J. Rojer | —         | —       |         |
| 2022  | 1/2 finale L. Hradecká \|\| style="text-align:left;" \| J. Fourlis J. Kubler        | 1/4 de finale L. Hradecká \|\| style="text-align:left;" \| G. Dabrowski John Peers | 1er tour (1/16) L. Hradecká \|\| style="text-align:left;" \| Zhang Shuai N. Mahut | —                        | —                                                                                  |           |         |         |
| 2023  | 1er tour (1/16) L. Kichenok \|\| style="text-align:left;" \| K. Birrell R. Hijikata | —                                                                                  | —                                                                                 | —                        | —                                                                                  | —         | —       |         |

N.B. : le nom de la partenaire se trouve sous le résultat ; les noms des ultimes adversaires se trouvent à droite.

## Classements ATP en fin de saison
| Année          | 2004 | 2005 | 2006 | 2007 | 2008 | 2009 | 2010 | 2011 | 2012 | 2013 | 2014 | 2015 | 2016 | 2017 | 2018 | 2019 | 2020 | 2021 | 2022 | 2023 | 2024 |
| Rang en simple | 1447 | 1523 | 1422 | –    | –    | 874  | –    | –    | –    | 698  | 311  | 354  | 502  | 468  | 403  | 318  | 433  | 823  | –    | –    | –    |
| Rang en double | 1752 | 1696 | 1631 | –    | 1717 | 1018 | –    | –    | –    | 1336 | 387  | 504  | 290  | 306  | 144  | 83   | 69   | 39   | 40   | 51   | 62   |

Source : (en) Classements de Gonzalo Escobar sur le site officiel de la Fédération internationale de tennis